# Joseph-François-Louis-Charles de Damas
Joseph-François-Louis-Charles César de Damas, hertig Damas d'Antigny,  född 28 oktober 1758, död 5 mars 1829, var en fransk militär och politiker.
Damas kämpade 1780 och 1781 mot britterna i Nordamerika, dömdes 1791 till döden för hans försök att hjälpa Ludvig XVI att fly, men benådades, emigrerade och tog del i emigranternas militära företag. 1814 blev han medlem av pärernas kammare, där han tillhörde högern.